# Carboneras
Carboneras es una localidad y municipio español situado en la parte suroriental de la comarca del Levante Almeriense, en la provincia de Almería. A orillas del Mediterráneo, este municipio limita con los de Níjar, Lucainena de las Torres, Sorbas, Turre y Mojácar. Se encuentra a una altitud de 10 m s. n. m. y a 63 km de Almería capital. 
Tienen fama su tradición pesquera, la playa de los muertos, y sus fiestas de moros y cristianos.

## Toponimia
Autores árabes como Al Udrí y Al-Idrisi hablaban de yazira Qarbunayra, refiriéndose al fondeadero y la zona fortificada, concretamente a la isla. En los primeros documentos cristianos aparece como el nombre de La Carbonera refiriéndose tanto a la isla como al monte de enfrente y la batería para defender la costa. En 1918 adopta el nombre actual de Carboneras.

## Geografía física

### Situación
El pueblo pesquero de Carboneras se encuentra a orillas del mar Mediterráneo, al pie de Sierra Cabrera (Almería).
| Noroeste: Sorbas                          | Norte: Turre | Noreste: Mojácar          |
| Oeste: Sorbas                             |              | Este: Mar Mediterráneo    |
| Suroeste: Lucainena de las Torres y Níjar | Sur: Níjar   | Sureste: Mar Mediterráneo |

### Hidrografía

#### Río Alías
Se trata del único río del parque natural de Cabo de Gata - Níjar con caudal permanente y es de interés su preservación para el mantenimiento de la biodiversidad del parque natural. Destacan los aprovechamientos tradicionales de dos molinos, vegetación de ribera y las señales de la erosión del agua sobre el terreno.

### Riesgos naturales
El municipio de Carboneras todavía no cuenta con un PTEL que cumpla con la Ley 5/2010 sobre autonomía local.

## Naturaleza

### Geología

#### Playas
La localidad cuenta con 14,5 kilómetros de playas y un total de 17 kilómetros en su término municipal, destacando con bandera azul (2021) El Ancón, Los Barquicos-Cocones y Marinicas.

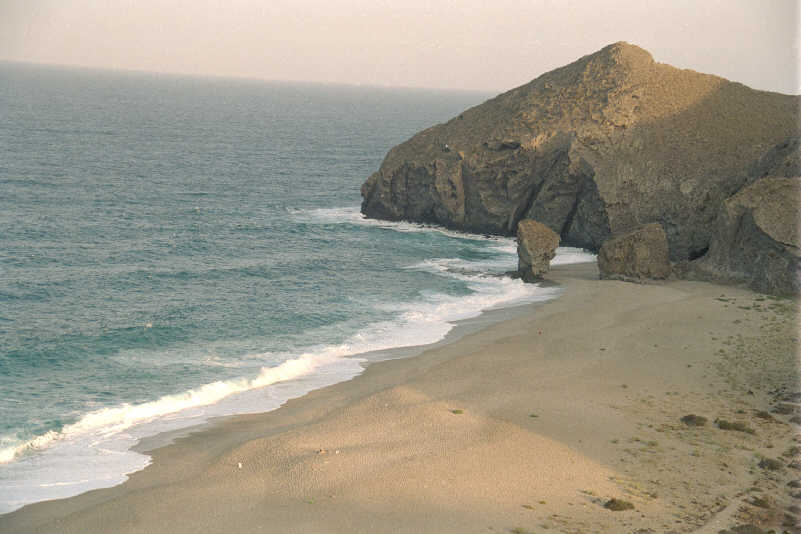
Playa de los Muertos.

Dentro del parque natural del Cabo de Gata-Níjar hay una serie de playas vírgenes, como la playa del Corral, el playazo de Carboneras, la playa del Algarrobico, de 3 km de longitud y que fue testigo del rodaje de la película Lawrence de Arabia, y la playa de los Muertos, con formaciones rocosas de naturaleza volcánica modeladas por el viento y el mar. La playa de los muertos recibe su nombre de la antigua costumbre de los habitantes de la zona de esperar a que las corrientes del Mediterráneo arrastren allí los cuerpos de pescadores y náufragos caídos al mar. Esta playa fue considerada la mejor playa de España por Onda Cero en 2021.

### Zonas Protegidas

#### Parque natural Cabo de Gata - Níjar
Carboneras aporta el 20% del área protegida dentro del parque natural. El 80% del término municipal se encuentra dentro del parque natural y además, todo su término municipal está considerado dentro del área de influencia socioeconómica del parque natural. Desde el punto de vista del interés geológico, señalar la orla yesífera de Carboneras, las calcarenitas pliocenas, la falla de Carboneras así como el arrecifal de Carboneras.

#### Isla de San Andrés
Señalar que está catalogada como monumento natural por la Junta de Andalucía. Es de origen volcánico, con un gran valor geográfico y biótico.

#### Fondos Marinos del Levante Almeriense
La zona litoral del levante de Carboneras se encuentra protegida en la Zona Especialmente Protegida de Importancia para el Mediterráneo (ZEIPIM)  Fondos Marinos del Levante Almeriense. Se trata de una banda litoral desde el levante de Carboneras a Pulpí y se caracteriza por la naturalidad de sus ricos y diversos fondos marinos, con importante presencia de las praderas de posidonia oceánica más extensas de Andalucía y la existencia de tortuga marina.

## Historia
Señalar los hallazgos de la Edad del Cobre del Saltador Bajo con influencias de la Cultura de los Millares.
Tras la Guerra de Granada los Reyes Católicos otorgaron mercedes, terrenos y señoríos jurisdiccionales en pago de los servicios prestados. En el caso de Diego López de Haro y Sotomayor, I marqués del Carpio, éste obtuvo el cargo de Repartidor de los terrenos de Vera (1490) y Mojácar, que eran de realengo, y el señorío jurisdiccional de Sorbas y Lubrín (1502). La población de Carboneras, dentro del señorío de Sorbas, tiene su origen en la edificación del Castillo de San Andrés. En 1587 el marqués del Carpio obtiene Real Cédula para fortificar el castillo de San Andrés para la defensa costera ante la sublevación de los moriscos, sin embargo, los malos rendimientos que obtuvo de la almadraba de atunes de Carboneras hicieron que no se completara la obra de artillería ni se dotara con tropa hasta el siglo XVII. Los montes se emplearon para la producción de carbón vegetal por lo que se empleaba la denominación de Cabezo de Carbonera.[cita requerida]
La amenaza de los piratas berberiscos supuso que la repoblación del territorio tras la expulsión de los moriscos no se completara satisfactoriamente, estando la línea litoral despoblada. Para la defensa se edificaron las torres de defensa costera del Rayo, Rambla de los Moros y El Peñón y otras a lo largo de la costa del Reino de Granada.
En 1739, el distrito de Almería se comprendía desde Roquetas de Mar hasta Mesa Roldán, siendo la Alcazaba de Almería la fortaleza central. En el siglo XVII debido a la pérdida de la ciudad de Orán al Imperio Otomano, se reformó la torre de artillería de Mesa Roldán ante el acecho de la piratería anglo-turca.  
Del siglo XIX datan los edificios señoriales como la actual sede del ayuntamiento de Carboneras, antes Casa de los Fuentes. En 1805 el botánico Simón de Rojas da testimonio de la actividad de carboneo del lentisco y exportación del carbón vegetal. En 1813 Carboneras se escindió de Sorbas y se constituyó municipio. Creándose su primer cabildo el 1 de junio, siendo alcalde Vicente Requena. Perdió la condición de municipio durante el sexenio absolutista, para retomarla en 1838 durante la regencia de María Cristina de Borbón En 1817 fue erigida la capilla de San Andrés, que siguió funcionando durante diez años, hasta que terminó de erigirse la Iglesia de San Antonio. El Diccionario Geográfico Estadístico identifica que Carboneras pertenece al Duque de Berwick y Alba y cuenta con 300 casas a mediados de siglo, el Castillo de San Andrés con 27 piezas de artillería, su aljibe, ermita y depósito de pólvora, además de la casa consistorial y la cárcel. Señala además su buen fondeadero, y las cortijadas de Islica, Llano Don Antonio, Saltador, Fazali, Serrata y Argamazón. Identifica el cultivo del esparto y su comercio con Blanes, Mallorca y Rosas, además de la abundante leña de monte bajo y cuatro molinos harineros. Además, explica la pesca abundante con palangre y arrastre que se vende a las poblaciones próximas y llega hasta La Mancha y Madrid.

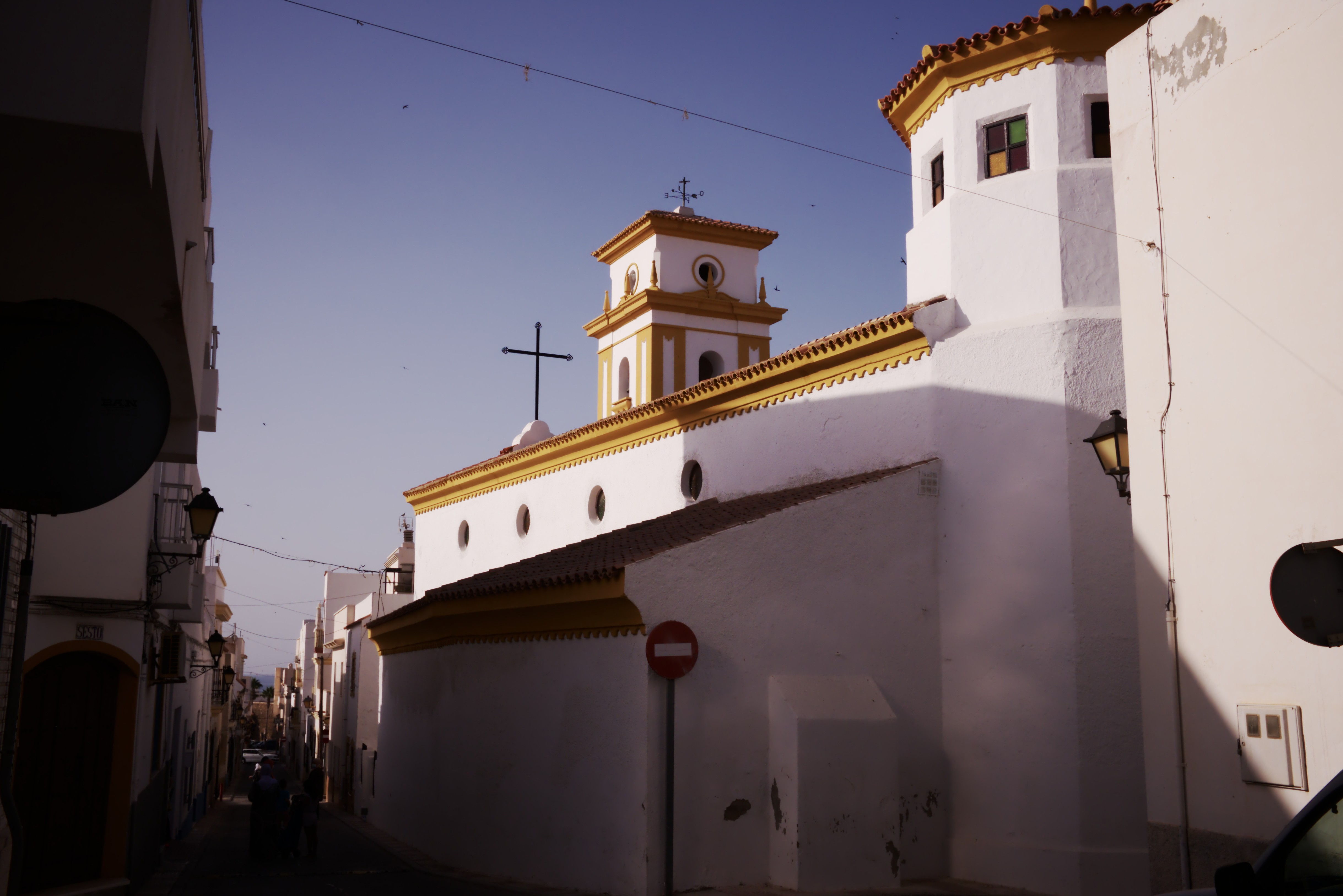
Iglesia San Antonio de Padua

Durante el resto del siglo XIX y el primer tercio del XX, Carboneras tuvo como primera actividad económica el cultivo del esparto, que llegó a exportarse a Inglaterra. Mientras, la pesca se iba consolidando, llegándose incluso a la creación de una almadraba.
Desde principios hasta mediados del siglo XX la falta de trabajo supuso la emigración a poblaciones industriales en España y Europa y dejó prácticamente deshabitado el municipio. A partir del último tercio del siglo XX se implantó en Carboneras un potente núcleo industrial y productivo. En 1980 comienza la actividad del Puerto de Carboneras para aprovisionamiento y comercio de la cementera Hisalba, actualmente parte de Holcim. Además, en 1980 se instaló la Central Térmica Litoral de Almería de Endesa y un muelle de descarga de carbón que se inauguró en 1984. El núcleo industrial de Carboneras lo completaron además una fábrica de paneles de yeso y piscifactorías dedicadas a la cría y engorde de Lubina y Dorada. Además, se construyó un puerto pesquero con todos sus servicios (fábrica de hielo, congeladoras, varadero, calafates, etc.) que ha hecho que la flota actual supere el centenar de barcos tanto de bajura como de altura. En 1988 se declaró el parque natural de Cabo de Gata - Níjar, estando el 80 % del término municipal dentro del parque. Desde finales del siglo XX Carboneras es también una población turística de la Costa de Almería. 

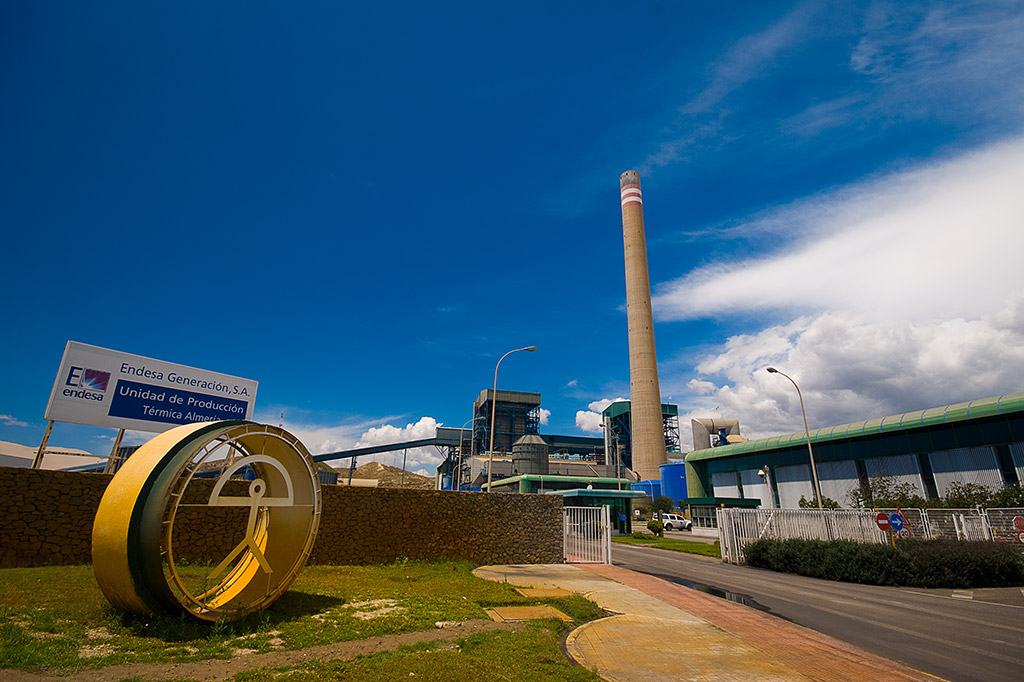
Central térmica de Carboneras.

Durante el boom inmobiliario de principio del siglo XXI los problemas con licencias urbanísticas y procesos judiciales afectaron al Hotel Algarrobico en la playa del Algarrobico del parque natural Cabo de Gata-Níjar, que a día de hoy está ya a la espera de su definitiva demolición. En Carboneras se encuentra una de las mayores plantas desaladoras de Europa (con capacidad para desalar 120.000 metros cúbicos de agua diarios), inaugurada en 2005. En 2021 se produjo el cierre de uno de los dos grupos de la Central Térmica Litoral de Almería de Carboneras dentro del proceso de cierre de centrales térmicas de España.Posteriormente, el 21 de marzo de 2024, se realizó la destrucción de la chimenea de La Central mientras continúan los trabajos de desmantelamiento de todas sus instalaciones.

## Geografía humana

### Organización territorial
Además de la cabecera municipal, Carboneras cuenta también con varias entidades de población según el nomenclátor publicado por el Instituto Nacional de Estadística: El Argamasón, Cañada de Don Rodrigo, El Cañarico, La Cueva del Pájaro, El Cumbrero, Gafares, La Islica, El Llano de Don Antonio, La Mesa Roldán, El Saltador Alto, El Saltador Bajo, La Serrata, Los Loberos, Los Olivicos, Fazahalí,    Los Berneses, El Cigarrón, Fazahalí, El Cortijo el Viento, El Molino de la Junta, Los Berneses, Los Patricios, La Rellana de la Cruz, El Depósito, Los Vicentes, El Cigarrón, La Arboleja, La Meseta Alta y El Ventorrillo.

## Geografía humana

### Demografía
Cuenta con una población de 8441 habitantes (INE 2024).
| Gráfica de evolución demográfica de Carboneras entre 1842 y 2021 |
| |
| Población de derecho según los censos de población del INE. Población de hecho según los censos de población del INE.En estos censos se denominaba Carbonera: 1842 y 1860. |

### Comunicaciones
Pon el municipio discurren una serie de carreteras:
 N-341  Une la localidad de Carboneras con la  A-7 
 AL-5107  Conecta el municipio con Mojácar a través de la costa.
 AL-5105 Conecta la localidad con el Llano de Don Antonio.
 ALP-711  Une la localidad de Carboneras con las pedanías de La Cueva del Pájaro y El Saltador.

#### Ferrocarril
La estación de ferrocarril más cercana es la de Almería, que se encuentra a 65 kilómetros.

#### Autobús
Existe una línea de autobús que conecta el municipio con la ciudad de Almería, a través de la Venta del Pobre y el Hospital del Toyo. Tiene una frecuencia diaria de 3 viajes diarios de lunes a jueves, de 4 los viernes y de uno sábados y domingos.

#### Transporte aéreo
El aeropuerto más cercano es el de Almería, que se encuentra a 60 kilómetros.

#### Transporte marítimo
El puerto de pasajeros más cercanos es el de Almería, que se encuentra a 76 kilómetros. 

### Economía
En la actualidad (2019) los sectores de servicios y de comercio ocupan al 60% de la población, por encima de otros municipios de la provincia.

#### Evolución de la deuda viva municipal
El concepto de deuda viva contempla sólo las deudas con cajas y bancos relativas a créditos financieros, valores de renta fija y préstamos o créditos transferidos a terceros, excluyéndose, por tanto, la deuda comercial.

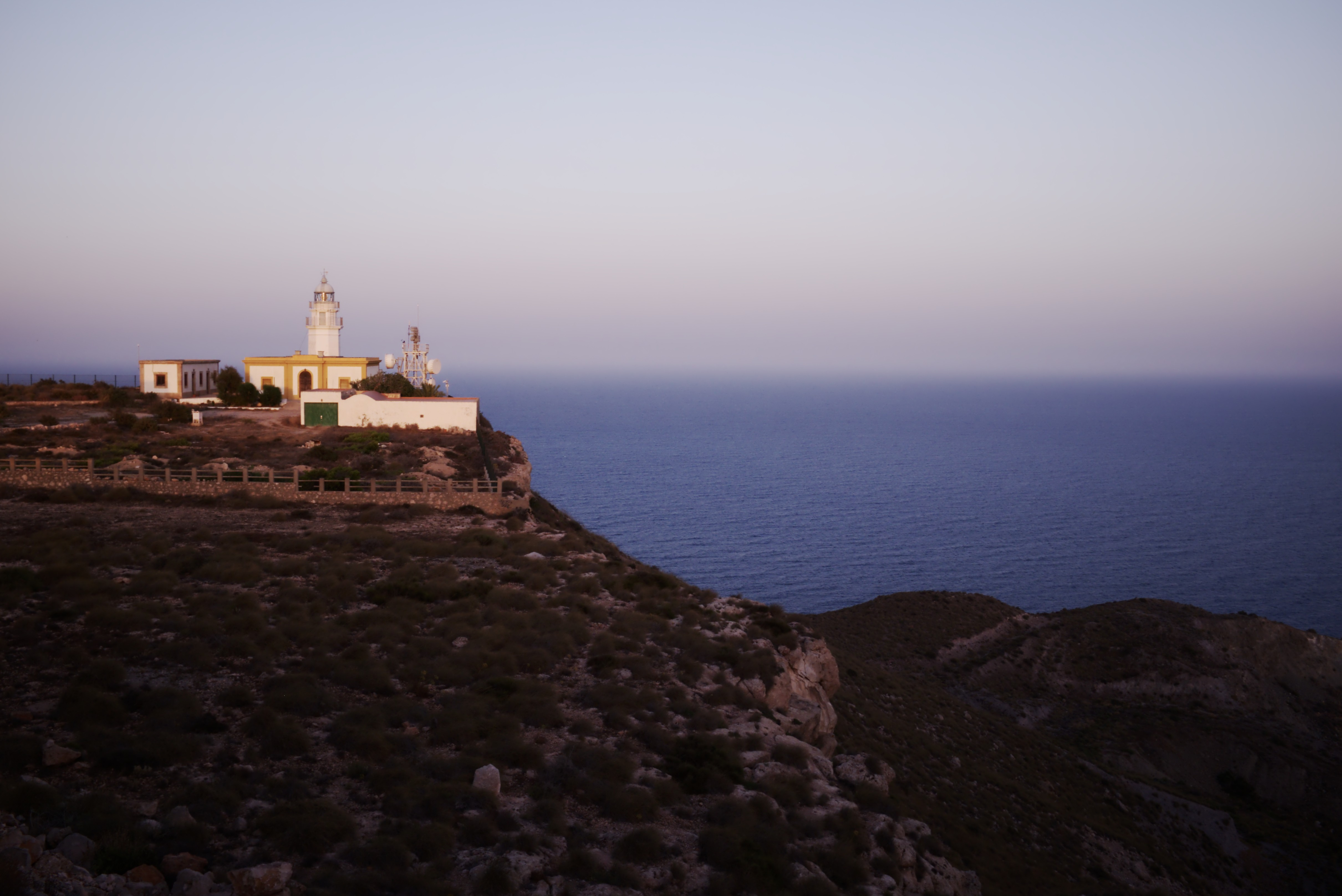
Faro de Mesa Roldán

| Gráfica de evolución de la deuda viva del Ayuntamiento de Carboneras entre 2008 y 2022                                  |
| |
| Deuda viva del Ayuntamiento de Carboneras, en miles de euros ,según datos del Ministerio de Hacienda y Función Pública. |

## Política
| Legislatura | Nombre                                                                         | Partido                                |
| ----------- | ------------------------------------------------------------------------------ | -------------------------------------- |
| 1979-1983   | Sebastián Alonso Aguado                                                        | Grupo Democracia Municipal             |
| 1983-1987   | Cristóbal Fernández Fernández                                                  | Independientes                         |
| 1987-1991   | Cristóbal Fernández Fernández                                                  | PSOE                                   |
| 1991-1995   | Cristóbal Fernández Fernández                                                  | PSOE                                   |
| 1995-1999   | Antonio Hermosilla López (1995-1997) Cristóbal Fernández Fernández (1997-1999) | Grupo Independiente de Carboneras PSOE |
| 1999-2003   | Cristóbal Fernández Fernández                                                  | PSOE                                   |
| 2003-2007   | Cristóbal Fernández Fernández                                                  | PSOE                                   |
| 2007-2011   | Cristóbal Fernández Fernández                                                  | PSOE                                   |
| 2011-2015   | Salvador Hernández Hernández                                                   | Grupo Independiente por Carboneras     |
| 2015-2019   | Salvador Hernández Hernández (2015-2018) Felipe Cayuela Hernández (2018-2019)  | Grupo Independiente por Carboneras     |
| 2019-2023   | José Luis Amérigo Fernández                                                    | PSOE                                   |
| 2023-act.   | Felipe Cayuela Hernández (2023-2024) Salvador Hernández Hernández (2024-)      | Partido Popular Ciudadanos             |

## Servicios públicos

### Sanidad
Cuenta con un centro de salud en Carboneras y consultorios médicos en El Argamasón, Cuevas del Pájaro, el Saltador y Llano de Don Antonio. Tiene como hospital de referencia el Hospital de Alta Resolución El Toyo.

### Educación
Cuenta con los CEIP Federico García Lorca, San Antonio de Padua y Simón Fuentes. Además, cuenta con el IES Juan Goytisolo, que  oferta la ESO, Bachillerato de las modalidades de Ciencias Naturales y, por otro lado, de Ciencias Sociales y Humanidades y el Ciclo Formativo de Grado Medio de  informática "Sistemas Microinformáticos y Redes"

### Seguridad
Carboneras cuenta con una Jefatura de Policía Local y un cuartel de la Guardia Civil.

## Cultura

### Patrimonio

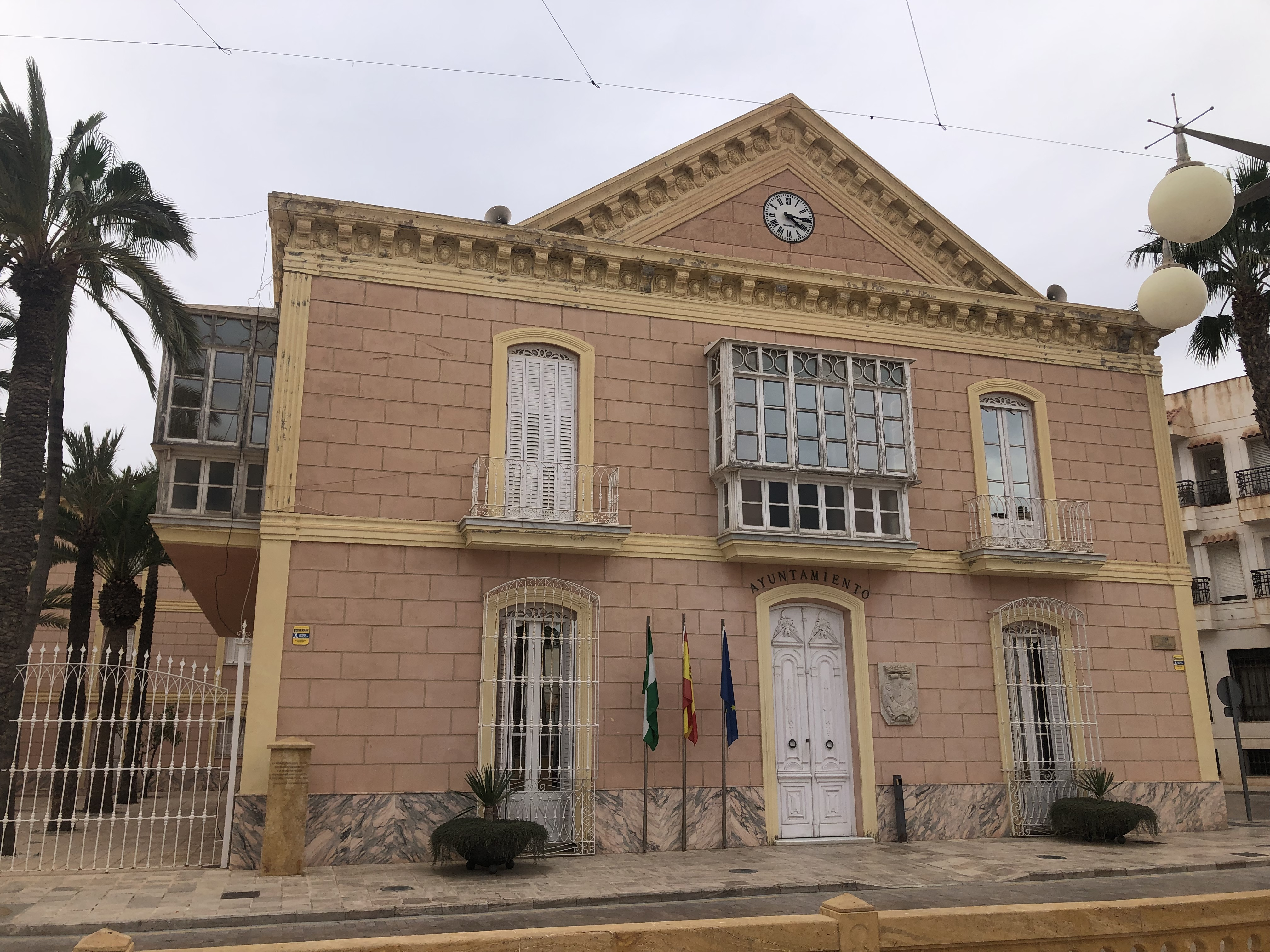
Casa de los Fuentes, actual sede del Ayuntamiento de Carboneras

#### Civil
- Casa del Laberinto: Es una vivienda unifamiliar construida en roca, recubierta de cemento y encalada, con arcos y bóvedas. Se distribuye a lo largo de una ladera, y tiene como peculiaridades su interior, rompiendo con la estructura interior tradicional de una vivienda, ya que esta se organiza en esculturas-habitáculos que son los que se usan como habitaciones. El resultado es un híbrido entre vivienda y escultura.[30]
- Casa de los Fuentes: Casa señorial del siglo XIX. Ocupa una parcela rectangular con jardín, el edificio es de dos plantas. En su interior está diferenciado en dos zonas: la parte noble, que se articula en torno a un patio, y la zona de servicio. En el exterior, la fachada principal presnete tres ejes de huecos verticales y arcos de medio punto. El vano central presenta un mirador acristalado. Las esquinas de la fachada presentan pilastras estriadas. La fachada lateral está recorrida por un mirador.[31]

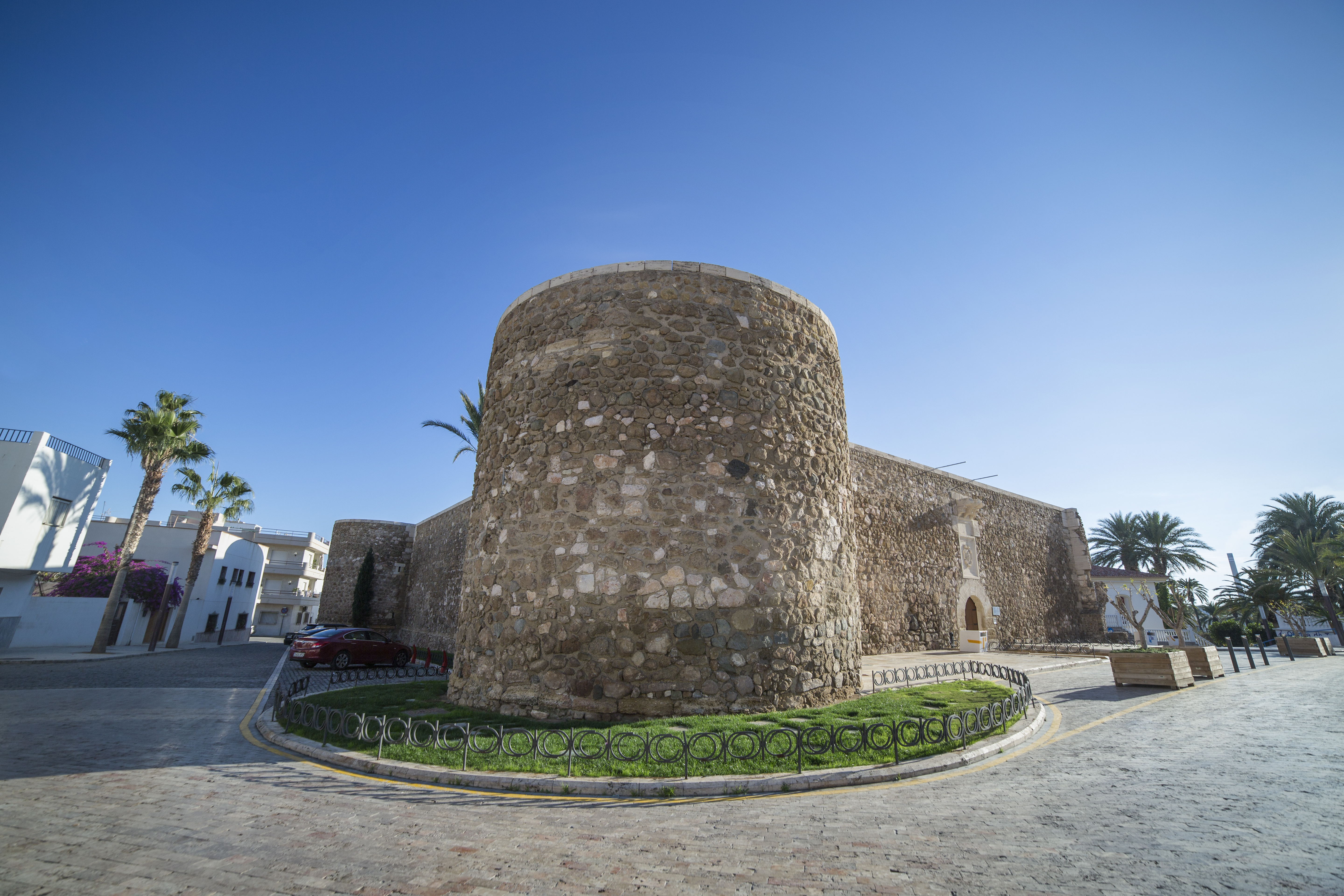
Castillo de San Andrés

#### Militar
- Castillo de San Andrés: Fue construido a finales del siglo XVI por el Marqués del Carpio con el objetivo de establecer una almadraba de atunes y a largo plazo un núcleo urbano. Es de planta rectangular y presenta torreones semicirculares en tres de sus ángulos. El castillo se organiza en torno a un patio de armas. Existe una torre del homenaje cuadrangular, que se divide en tres plantas con bóveda de cañón. Está protegido como Bien de Interés Cultural en la categoría de Monumento desde 1985.[32][33]
- Batería de Mesa Roldán
- Torre del Rayo: Torre vigía que formaba parte de la línea defensiva de la costa. Es una torre cilíndrica de 7,2 metros de diámetro y una altura de 11 metros. Está realizada en mampostería, presenta un hueco elevado que sirve como acceso y está rematada por un arco muy rebajado. La torre es maciza en dos tercios, estando la parte interior rematada en una bóveda. Presenta 5 ménsulas, habiendo 6 originalmente, pero desaparecida por derrumbes sufridos en los años 80 del siglo XX. Entre 2010 y 2011 fue restaurada.[34]
- Yacimiento Subacuático de Carboneras[35]

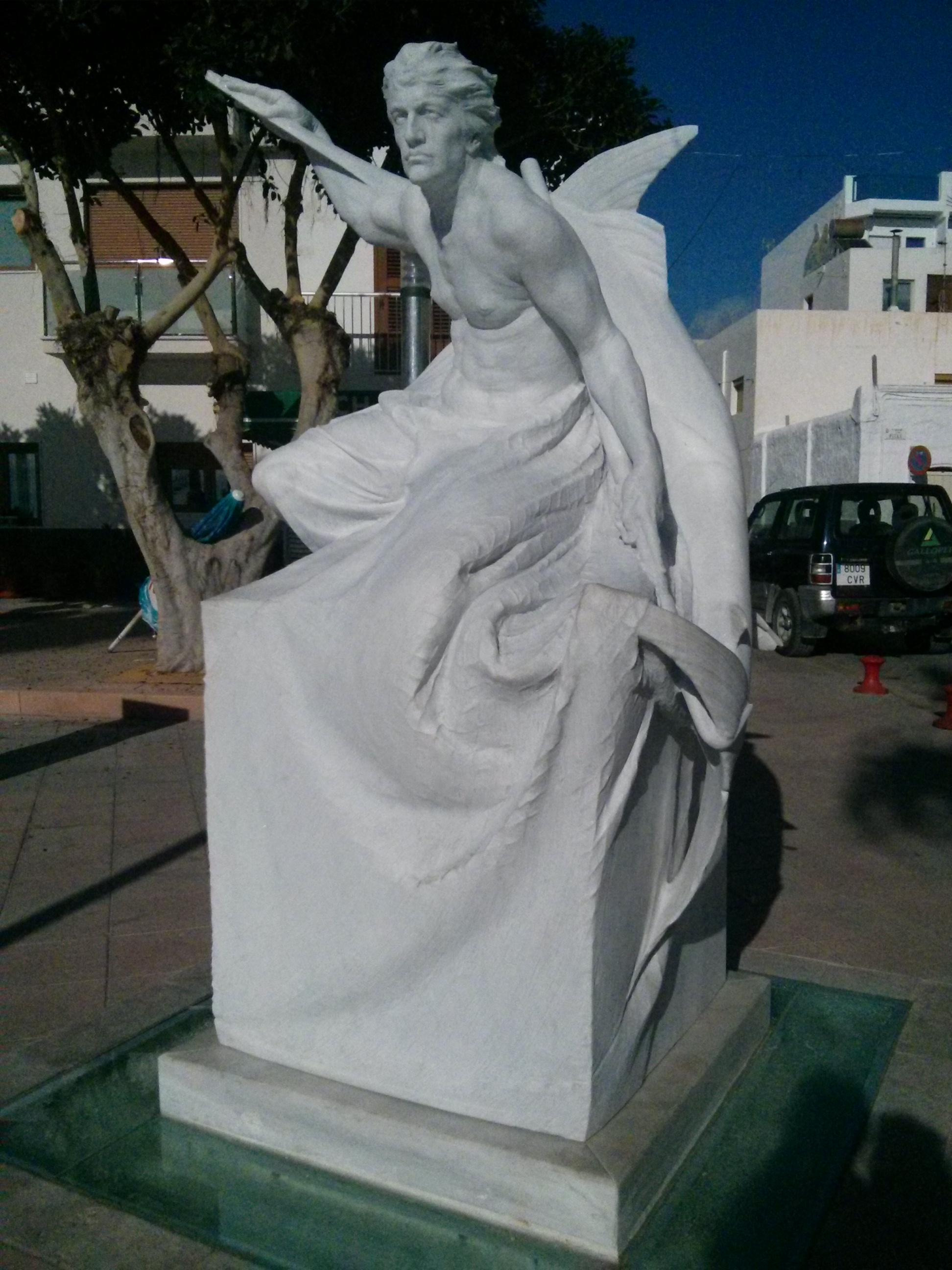
Monumento al pescador, en el paseo marítimo de Carboneras.

En agosto de 2013 se instaló el monumento al pescador, una estatua de mármol blanco obra del escultor Roberto Manzano. Señalar además el faro de Mesa Roldán.

### Instalaciones Culturales
En el municipio se encuentra el Teatro-Casa de la Música junto al Parque Patio Andaluz. Es una antigua vivienda del siglo XIX, adaptada como espacio cultural para eventos culturales, tales como conciertos de la banda municipal de música, obras de teatro y danza. También es usado como espacio de ensayo y formación de la Escuela Municipal de música y de la Banda Municipal.

### Entidades culturales
Existe un Centro de Interpretación "El arte de moler", ubicado junto a un molino de viento restaurado que conserva la maquinaria original. El Centro está dividido en cuatro ámbitos: los cereales, el territorio de Carboneras, los molinos y la actividad de la molienda tradicional de la zona.

### Patrimonio cultural inmaterial

#### Festividades
En junio tiene lugar en la playa la tradicional fiesta de la Noche de San Juan, con numerosas hogueras y moragas distribuidas por toda la playa para recibir el verano durante la madrugada del 23 de junio. 

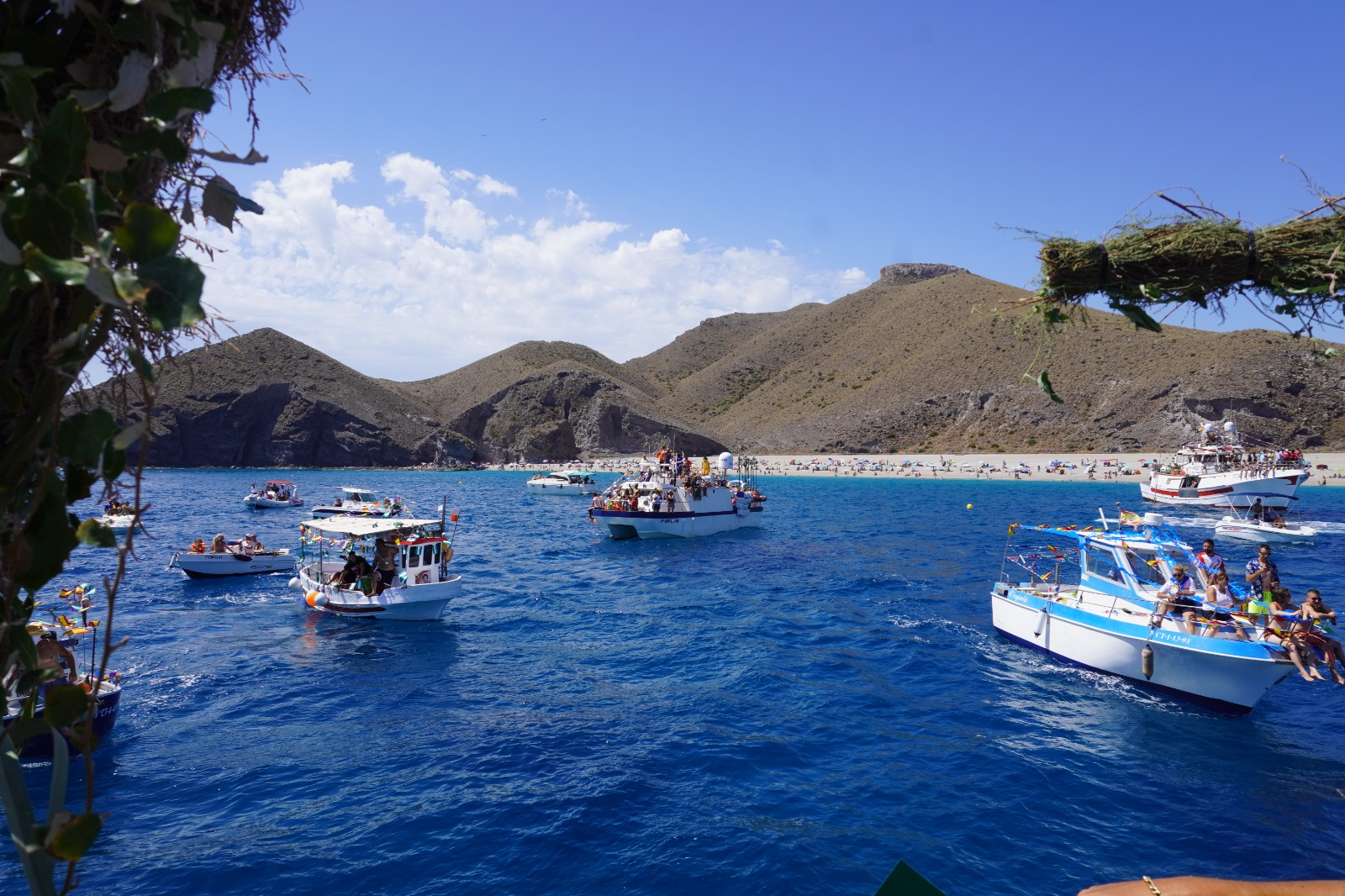
Procesión marinera en las Fiestas del Pescador

A mediados de agosto, se celebran las Fiestas del Pescador, en honor a la Virgen del Carmen en la que se procesiona a la Virgen engalanada desde la Parroquia de San Antonio de Padua, recorriendo el Paseo Marítimo hasta la lonja pesquera. Allí se sube en un barco de pesca, que se ha sorteado previamente. Se recorre toda la costa desde el Algarrobico hasta la Playa de los Muertos, donde se hace un homenaje a los fallecidos con una ofrenda floral. La tradicional procesión marinera por el litoral culmina con una gran sardinada popular.
Las fiestas populares también tienen su atractivo en las pedanías del interior con torneos de subastao y las tradicionales carreras de cintas que se realizan a caballo, o en bicicleta para los más pequeños.
Las primeras en celebrarse son las de la Cueva del Pájaro en honor de San José, hacia el 19 de marzo. Le siguen las Cruces de Mayo en Gafares y las fiestas de El Saltador en julio. En septiembre se conmemora la Virgen del Carmen en El Argamasón y las últimas son en honor de san Francisco, el 4 de octubre en el Llano de Don Antonio.
Las Fiestas Patronales se celebran en torno al día 13 de junio, en honor de San Antonio de Padua, y se está apostando porque se declaren Fiestas de Interés Turístico. Además de las tradicionales verbenas y atracciones de feria, las fiestas destacan por la celebración de los Moros y Cristianos, con vistosos desfiles y una escenografía en la que se representan las batallas de las dos tropas en unos entornos destacados como la playa y el castillo de San Andrés.

#### Moros y Cristianos

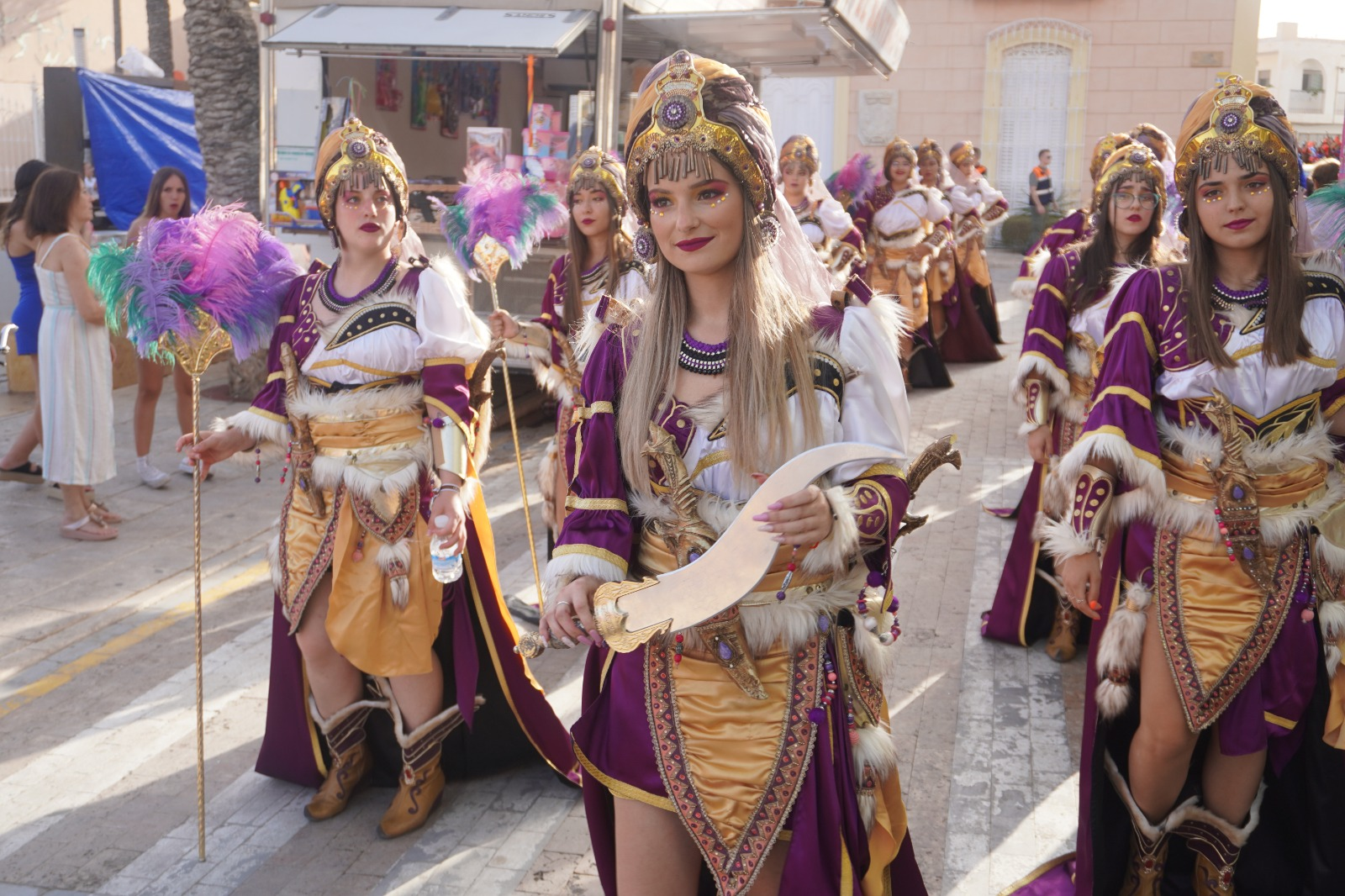
Tropas Moras en las Fiestas de Moros y Cristianos

Las Fiestas de Moros y Cristianos dedicadas a San Antonio de Padua el festejo más emblemático de Carboneras, cuya celebración se remonta entre finales del siglo XVIII y principios del XIX. Durante las fiestas se escenifica el recuerdo de los ataques berberiscos en sus costas. El día grande tiene lugar el 13 de junio, donde durante dos jornadas (una en la mañana y otra en la tarde), se representa el enfrentamiento entre ambos ejércitos. Mahometanos y cristianos se disputan la imagen del Santo y la posesión del Castillo de San Andrés. La jornada comienza con la visita del embajador moro al Castillo a pedir la rendición del ejército cristiano. Tras una fuerte discusión, se acaban citando en el campo de batalla. Mientras el ejército cristiano baja del Castillo, se produce el desembarco de las tropas árabes en las playas de Carboneras, donde le esperan los cristianos alertados de su llegada por un vigía del lugar. Tras una feroz batalla, resulta vencedor el ejército sarraceno. El acto continúa por la tarde, dando lugar un giro a favor de los defensores de San Antonio, que consiguen el triunfo final sobre los infieles.

## Hermanamientos
Ayamonte (España) (2014)